# Kenai National Wildlife Refuge
Kenai National Wildlife Refuge er et 7.770 km2 stort naturreservat for vilde dyr beliggende på Kenaihalvøen i Alaska, USA. Det støder op til Kenai Fjords National Park. Det blev oprettet i 1941 som Kenai National Moose Range, men i 1980 blev det ændret til sin nuværende status af Alaska National Interest Lands Conservation Act. Reservatet administreres fra kontorer i Soldotna.

## Terræn, flora og fauna
Der er en bred vifte af naturtyper i reservatet , herunder tørvemoser og andre vådområder, alpine områder og tajga-skov. Reservatet beskytter adskillige store pattedyr, herunder ulveflokke, brunbjørne, sorte bjørne, tyndhornsfår, alaskaelg, canadisk los og rensdyr, samt tusindvis af trækfugle og indfødte fugle. Der er adskillige søer, herunder to meget store søer, Skilak Lake og Tustumena Lake samt Kenai-floden, og refugiet er et populært rejsemål for lystfiskere efter laks og ørred.

## Aktiviteter

### Sejlsport og camping
Reservatet har flere campingpladser og bådpladser, herunder to udviklede campingpladser, en ved Hidden Lake og en anden ved Skilak Lake, begge tilgængelige fra Skilak Lake Loop Road, som skærer Sterling Highway i begge ender. Andre mindre udviklede campingpladser og campingpladser er tilgængelige fra Sterling Highway, Skilak Loop Road, Swanson River Road og Swan Lake Road, hvoraf flere er gratis. Siden 2005 har reservatet tilbudt 16 hytter til offentlig brug via et reservationssystem, hvoraf nogle kun er tilgængelige via båd.

#### Kanoruter
Kenai National Wildlife Refuge har flere små kanoruter, der forbinder søer eller grupper af søer. Den har desuden to større kanoruter, som forbinder store netværk af søer og floder, ofte via landforbindelser. Den mest populære, Swan Lake Canoe Trail, er 96 km, begynder ved Canoe Lake (mod vest), og ender ved Portage Lake (mod øst) eller ved sammenløbet af Moose og Kenai-floderne i Sterling. Den længste, Swanson River Canoe Route, der er 128 km, begynder enten ved Paddle Lake eller Gene Lake og slutter, hvor Swanson River møder Cook Inlet ved Captain Cook State Park.

### Vandring
Der er over 175 km vandrestier i reservatet, med adgang fra Sterling Highway, Skilak Lake Loop Road, Swanson River Road, forskellige campingpladser og besøgscentret og hovedkvarteret. Disse vandreture spænder fra vanskelige, flere dages vandreture i landskabet til lettere, korte vandreture med asfalterede stier.

### Jagt
Som med de fleste nationale vildereservater er Kenai National Wildlife Refuge åben for jagt med visse restriktioner, især i området ved Skilak Lake Road.

## Naturbrande
Naturligt forekommende naturbrande ses som gavnlige i det lange løb for boreale skove, og mange områder af reservatet er klassificeret som begrænsede undertrykkelsesområder hvor gran kan få lov til at brænde ukontrolleret, så længe brandene ikke bevæger sig mod befolkede områder.
I 2009 antændte lynet Shanta Creek Wildfire, som brændte over 40 km2 af reservatet, før den begyndte at bevæge sig mod befolkede områder uden for Soldotna og blev aggressivt kæmpet for at forhindre det i at bringe disse områder i fare.
The Funny River Fire var en menneskeskabt brand, der begyndte den 19. maj 2014, var brændte hovedsageligt i Kenai National Wildlife Refuge. Under brandslukningsaktiviteter blev en ulvehule beskadiget af en bulldozer, og 5 unger (3 hanner og 2 hunner) blev reddet af brandmænd. Hvalpene blev taget til Alaska Zoo og blev senere overført til Minnesota Zoo.
I 2019 antændte lynet igen en større naturbrand, kaldet Swan Lake Fire, og igen fik den lov til at brænde ukontrolleret i nogen tid, indtil den begyndte at true samfundene Sterling og Cooper Landing, såvel som Sterling Highway og Refuge's Skilak Lake Road, de eneste veje, der giver adgang til byer på den nedre del af Kenaihalvøen. I alt 676 km2 brændte ned før den blev inddæmmet.

## Galleri
- Tajgaskov ved Seven Lakes-sporet
- Trompetersvaner på Lower Ohmer Lake.
- Malmaørred og regnbueørred-yngel i en af reservatets søer.
- Lavlandets søer
- Islom
- Udsigt fra Skyline-sporet i Kenai National Wildlife Refuge
- Big Indian Creek Cabin
- Snedækket vandrerspor i Kenai National Wildlife Refuge
- Bakke ved Kelly Lake nedbrændt i Swan Lake Fire
- Reservatet på Kenaihalvøen